# Magda Giannikou
Magda Giannikou es una cantante, compositora, y actriz de doblaje griega.

## Biografía
Magda Giannikou nacida en Grecia, Atenas, tuvo inicios en la música desde temprana edad, su madre era maestra de música y aunque su padre no era músico si tenía gran pasión por la música, empezó tocando el piano clásico. 
Empezó sus estudios como compositora de música para cine en Berklee School Of Music, Giannikou ha participado en musicalización para películas, teatro y televisión. Unas vacaciones de regreso a Grecia Magda Giannikou encontró en la casa de su abuela quien también era música un acordeón, así empezó con este instrumento el cambio de estilo de Giannikou, se interesó así por sonidos globales, por su mezcla y su combinación con el Jazz. Al terminar sus estudios en Berklee School of music se trasladó a la ciudad de New York con amigos de diferentes nacionalidades así se empieza a dar inicio a Banda Magda.

### Banda Magda
Tras su llegada a la ciudad de New York y su convivencia con músicos Colombianos, Argentinos, Japoneses e Italianos se da inicio a Banda Magda con influencia de sonidos globales, inspirados por sonidos brasileños , tango, cumbia y pop francés. Magda Giannikou vocalista interpreta y compone sus canciones en 6 idiomas, francés, español, inglés, portugués, italiano y griego. En 2013 Banda Magda debuta con su álbum Amour t’es lá con el cual llegan al top 10 en World Music Charts de Billboard y también es parte de la selección de National Public Radio, Banda Magdaes parte de una serie de exploradores musicales del Carnegie Hall. Han participado en festivales de Jazz como Burlington discover jazz fest, Minneapolis jazz festival y Festival Jazz al parque 
Banda Magda lanzó su segundo disco Yerakina bajo el sello Ground Up Records, teniendo canciones como, El pescador, Cucurrucu Paloma, Yerakina entre otros.

## Compositora de cine
El estilo musical de Giannikou ha sido variante entre el jazz y la música clásica con sus estudios en Berklee School Of Music Giannikou ha participado como compositora o colaboradora de música en teatro, televisión y cine. 
Cine
- Natural Selection (Film)
- La tropa de trapo
- Watchers of the Sky

Televisión
- Louie (serie de televisión)

## Temas musicales para dibujos animados (selección)
- Caillou
- Clifford, el gran perro rojo
- Digimon Adventure
- Las Tres Mellizas
- One Piece
- Slam Dunk
- Strawberry Shortcake
- Tabaluga
- Winx Club

## Influencias
El manejo de Giannikou en su composición musical varia en ritmos del mundo lo que hace que tenga varias influencias, por la parte de la música clásica 
Claude Debussy, Maurice Ravel, Ígor Stravinski. Por otra parte Giannikou también tiene gran influencia de la música Brasilera con Tom Jobim y otro de los artistas influyentes en la vida musical de Giannikou es el griego Mános Hatzidákis, en el álbum Yerakina hay una canción de él. Otro de los más influyentes compositores para Magda fue Henry Mancini. Giannikou en cuanto al Jazz Quincy Jones, Louis Armstrong, Frank Sinatraentre otros. 